# Erica jananthus
Erica jananthus är en ljungväxtart som beskrevs av Edward George Hudson Oliver och I.M.Oliv. Erica jananthus ingår i släktet klockljungssläktet, och familjen ljungväxter. Inga underarter finns listade i Catalogue of Life.